# Японские посольства к династии Суй
Японские посольства к Суй (яп. 遣隋使 кэндзуйси) — пять посольств Японии к китайской династии Суй, отправленные между 600 и 618 годами в период правления Императрицы Суйко.

## История
Японские посольства к Суй ознаменовали восстановление японо-китайских отношений после 100-летнего перерыва со времени правления «пяти японских ванов». Целью этих посольств было заимствование передового опыта в политико-экономической и социально-культурной сферах китайского соседа, а также получение поддержки в борьбе на юге Корейского полуострова. Все посольства отправлялись от имени Императрицы Суйко, но были организованы принцем-регентом Сётоку.
Обычно японские дипломаты и стажёры отправлялись на кораблях с Осакского залива через Внутреннее Японское море к острову Кюсю, а оттуда плыли к суйской столице Лоян через Жёлтое или Восточно-Китайское море.
Упоминания о японско-китайских отношениях того времени содержатся в хрониках «Анналы Японии» и «Книга Суй».
| Год     | Источник                | Посол               | Сопровождение                                                                               | Цель                                           | Примечания |
| ------- | ----------------------- | ------------------- | ------------------------------------------------------------------------------------------- | ---------------------------------------------- | --- |
| 600     | Книга Суй               | Неизвестен          | Неизвестны                                                                                  | Неизвестна. Верительные грамоты отсутствуют    | Критика императором Вэнь-ди японских послов и обычаев. |
| 607—608 | Анналы Японии Книга Суй | Оно-но Имоко        | Неизвестны                                                                                  | Установление международных отношений на равных | Послание японского правителя разгневало императора Ян-диа из-за вульгарного стиля написания, нарушения норм китаецентрических международных отношений: "Сын Неба из [страны], где солнце всходит, пишет Сыну Неба [страны], где солнце заходит. Как ваши дела? … ". Однако установление отношений произошло. Суй отправила в ответ посольство в Японию. |
| 608—609 | Анналы Японии Книга Суй | Оно-но Имоко        | Яматоноая-но Фукуин Нара-но Осаэмё Такамуку-но Кумаро Имаки-но Дайкоку Мин Минабути-но Сёан | Обмен документами. Разрешение на стажировку    | Впервые в международной переписке употреблён титул «Небесный император» (Император Японии). Признание Японией верховенства Китая в японо-китайских отношениях. |
| 610     | Книга Суй               | Неизвестен          | Неизвестны                                                                                  | Неизвестна                                     | |
| 614—615 | Анналы Японии           | Инуками-но Митасуки | Ятабэ Мияцуко                                                                               | Неизвестна                                     | В составе японской делегации было посольство корейцев из Пэкче. |